# Őrzöm a lángot
Őrzöm a lángot (węg. Trzymam płomień) – dwudziesty album zespołu Bikini, wydany na CD i MC.

## Lista utworów
1. „Orzöm a lángot” (3:44)
2. „Ki kell jutnom” (2:53)
3. „A mennyország felé” (3:41)
4. „Mennem kell” (4:53)
5. „Körhinta” (3:55)
6. „Rossz idők” (5:24)
7. „Minden úgy történt” (4:43)
8. „Ami a szívemen” (3:58)
9. „Szabadíts meg” (4:08)
10. „Tűzvigyázó” (3:42)
11. „Magányos nap” (4:15)
12. „Lányok térnek meg” (4:04)

## Skład
- Lajos D. Nagy (wokal)
- Péter Lukács (gitara)
- Alajos Németh (gitara basowa)
- Szabolcs Bördén (instrumenty klawiszowe)
- Viktor Mihalik (instrumenty perkusyjne)
- Dénes Makovics (saksofon)